# Tic, Tic Tac
«Tic, Tic Tac» es una canción de 1996 grabado por la banda brasileña Carrapicho. Lanzado en junio de 1996, fue su sencillo debut del álbum la Festa do boi bumba, el cual fue certificado con un disco de platino más tarde en Francia.

## Información sobre la canción
La canción, dedicada al río Amazonas, fue presentada originalmente en 1992, en el marco del Festival Folclórico de Parintins.
Producido por Patrick Bruel, la canción fue patrocinado por la TF1 en Francia y se convirtió en uno de los principales éxitos del verano. En el vídeo musical, la banda canta "Tic, Tic Tac" en un barco mientras se realiza una coreografía de grupo.
La versión original, incluso encabezó la lista en Francia durante tres semanas, convirtiéndose en un momento en los dos primeros sencillos certificados como Diamante. En Francia, la canción es hasta la fecha del 98, el único de mejor venta de todos los tiempos, con cerca de un millón de copias vendidas. También en varios países de Latinoamérica esta canción fue un éxito total y aun hoy se la escucha como un clásico en algunas discotecas.

## Formatos y listas de pista
| - sencillo de 12" 1. "Tic, Tic Tac" (Club Mix) — 4:45 2. "Tic, Tic Tac" (Single Edit) — 3:16 - 2 x 12" maxi 1. "Tic, Tic Tac" (Rosabel Tiki-Tiki Dub) — 11:41 (remixed by Rosabel (Ralphi Rosario-Abel Aguilera)) 2. "Tic, Tic Tac" (Rosabel House Mix) — 8:41 (remixed by Rosabel (Ralphi Rosario-Abel Aguilera)) 3. "Tic, Tic Tac" (Mardi Gras Cha Cha Mix) — 7:07 (remixed by Rosabel (Ralphi Rosario-Abel Aguilera)) 4. "Tic, Tic Tac" (Bang Da Drum Mix) — 7:00 (remixed by Victor Calderone) 5. "Tic, Tic Tac" (Bang Da Drum Dub) — 7:00 (remixed by Victor Calderone) 6. "Tic, Tic Tac" (Play Hard House Mix) — 6:14 (remixed by Moncho Tamares) 7. "Tic, Tic Tac" (Batucada HNRG Mix) — 4:30 (remixed by Moncho Tamares) | - CD sencillo 1. "Tic, Tic Tac" — 3:16 2. "E' O Sol Adormece" — 2:17 - CD sencillo 1. "Tic, Tic Tac" (Radio Edit 1) Chilli featuring Carrapicho — 3:45 2. "Tic, Tic Tac" (Radio Edit 2) Carrapicho featuring Chilli — 3:45 - CD sencillo 1. "Tic, Tic Tac" (Radio Edit 1) Chilli featuring Carrapicho — 3:45 2. "Tic, Tic Tac" (Radio Edit 2) Carrapicho featuring Chilli — 3:45 3. "Tic, Tic Tac" (Club Mix) Chilli featuring Carrapicho — 6:50 4. "Tic, Tic Tac" (Copacabana Drive mix) Carrapicho featuring Chilli — 6:46 |

## Charts
| Lista (1996)                          | Alta posición |
| ------------------------------------- | ------------- |
| Bélgica (Flandes) (Ultratop 50)       | 6             |
| Bélgica (Valonia) (Ultratop 50)       | 2             |
| España (Top 100 Canciones)            | 3             |
| Francia (SNEP)                        | 1             |
| Países Bajos (Dutch Top 40 Tipparade) | 2             |
| Países Bajos (Mega Single Top 100)    | 47            |

| Lista (1997) 1                                 | Alta posición |
| ---------------------------------------------- | ------------- |
| Alemania (Offizielle Deutsche Charts)          | 5             |
| Austria (Ö3 Austria Top 40)                    | 2             |
| Canadá (Nielsen SoundScan)                     | 14            |
| Escocia (OCC)                                  | 60            |
| España (AFYVE)                                 | 3             |
| Estados Unidos Hot Dance Club Play (Billboard) | 8             |
| Europa (Eurochart Hot 100)                     | 12            |
| Islandia (Íslenski Listinn Topp 40)            | 23            |
| Noruega (VG-lista)                             | 4             |
| Países Bajos (Dutch Top 40)                    | 25            |
| Países Bajos (Mega Single Top 100)             | 31            |
| Reino Unido UK Singles (OCC)                   | 59            |
| Suecia (Sverigetopplistan)                     | 24            |
| Suiza (Schweizer Hitparade)                    | 6             |

| Lista (1996)                   | Posición |
| ------------------------------ | -------- |
| Bélgica (Ultratop 50 Flanders) | 52       |
| Bélgica (Ultratop 50 Wallonia) | 10       |
| Europa (Eurochart Hot 100)     | 37       |
| Francia (SNEP)                 | 2        |

| Lista (1997)                      | Posición |
| --------------------------------- | -------- |
| Alemania (Official German Charts) | 31       |
| Austria (Ö3 Austria Top 40)       | 13       |
| Europa (Eurochart Hot 100)        | 85       |
| Suiza (Schweizer Hitparade)       | 37       |